# Залука
45°50′ пн. ш. 15°52′ сх. д. / 45.83° пн. ш. 15.87° сх. д.
Залука (хорв. Zaluka) — населений пункт у Хорватії, у Карловацькій жупанії у складі міста Озаль.

## Населення
Населення за даними перепису 2011 року становило 34 осіб.
Динаміка чисельності населення поселення: